# فريد هايس
فريد هايس (بالإنجليزية: Fred Haise)‏ هو أحد رواد الفضاء الأمريكيين الذين قاموا برحلات إلى القمر. وهو أحد ال 24 رائد فضاء الذين قاموا برحلات إلى القمر حتى الآن خلال برنامج أبولو.

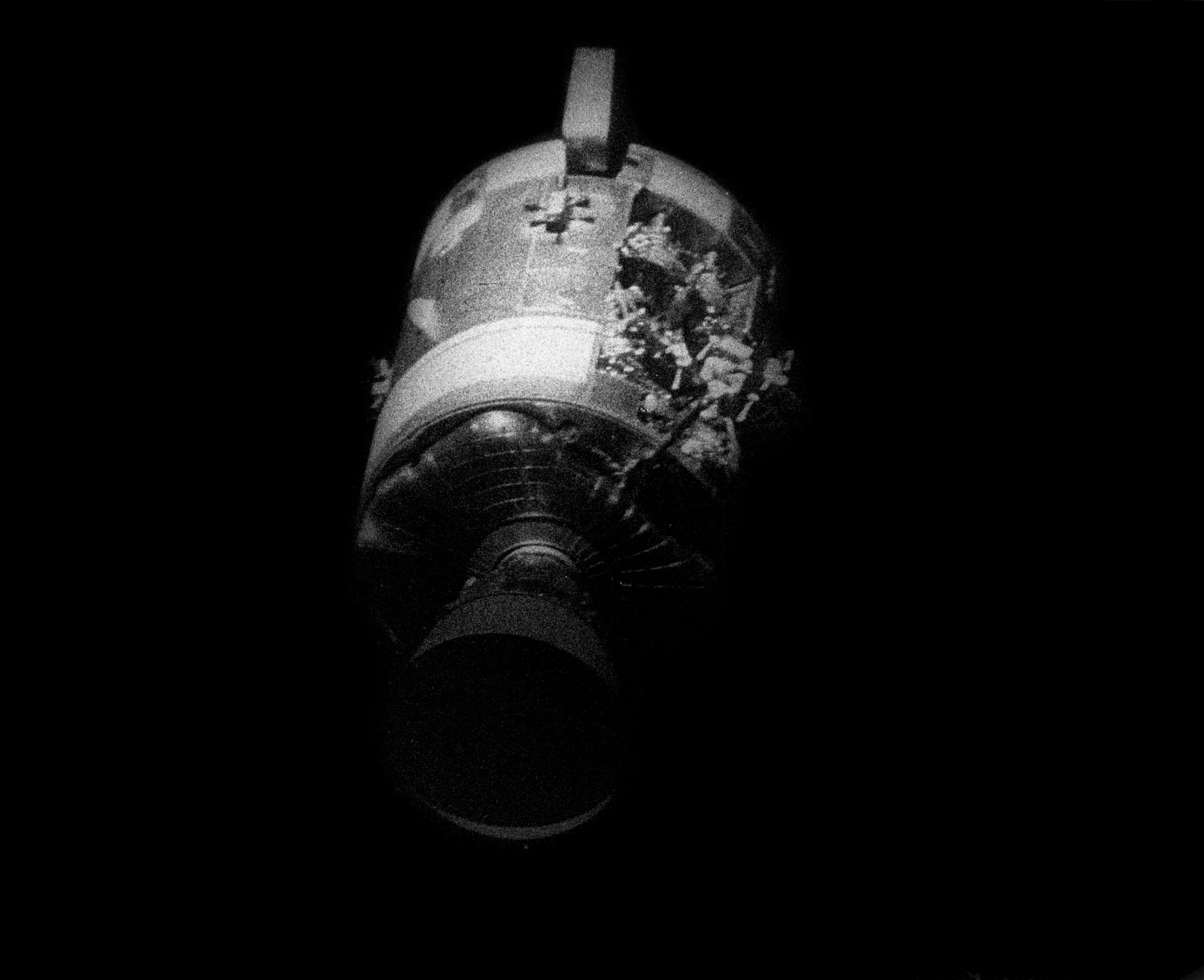
وحدة الخدمة لمركبة فضاء أبولو 13 المتضررة كما صورها الرواد بعد أن فصلوها عن كبسولة القيادة.

ولد فريد هايس في 14 نوفمبر 1933 بإحدي ضواحي مسيسيبي، ودخل المدرسة الثانوية في مدينة بيلوكسي. ثم حصل على بكالوريوس هندسة الطيران بامتياز عام 1959 من جامعة أوكلاهوما. ثم التحق بمدرسة طياري الاختبار بقاعدة إدواردز الجوية وأنهى دراسته فيها عام 1964 ،كما أنهى دراسة التجارة بمدرسة هارفارد التجارية العليا عام 1972.

## نشاطه في ناسا
بدأ هايس عمله كطيار في أبحاث الطيران لدى ناسا في مركز لويس للأبحاث عام 1959. ثم انتقل كطيار أبحاث بمركز درايدن لأبحاث الطيران عام 1963 ثم كأحد رواد الفضاء (المجموعة الخامسة لدى ناسا) في مركز جونسون للفضاء. ثم اختارته ناسا عام 1966 من ضمن طاقم برنامج أبولو - سابقا بذلك زملائه من المجموعة الثالثة، وأصبح من ضمن الطاقم الاحتياطي للبعثات أبولو 8 وأبولو 11 وأبولو 16 وجميعها رحلات إلى القمر.

## رحلة أبولو 13
اختارت ناسا فريد هايس كربان للمركبة القمرية Lunar Module للقيام هو وزملائه جيم لوفل وجاك سويغيرت ببعثة أبولو 13 بقصد الهبوط على القمر. أثناء رحلة الذهاب إلى القمر حدث انفجار في وحدة الخدمة Servic module التابعة لمركبة الفضاء Command Capsel وأحدث تدميرا بالغا فيها، وتبعه انخفاض شديد في التيار الكهربائي، واتضح بعد ذلك وجود عجز كبير في مخزون الأوكسجين اللازم لتنفس رواد الفضاء، واللازم أيضا لتوليد التيار الكهربائي في المركبة والذي تولّده خلايا الوقود. وعندما أخطرت ناسا بذلك قررت إلغاء المهمة المعهودة للرواد للنزول على القمر، والعمل على استرجاعهم بأسرع ما يمكن بسلام. وتابع ملايين من الناس على شاشات التلفزيون آنذاك عملية إنقاذ طاقم أبولو 13 الحرجة وإعادتهم سالمين إلى الأرض. لم يتمكن الثلاثة رواد من الهبوط على القمر وبذلك أصبحوا من ضمن 24 رائد فضائي سافروا إلى القمر حتى الآن.

## مكوك الفضاء
بقي هايس تابعا لناسا وانتقل عام 1973 إلى برنامج مكوك الفضاء واشترك في ذلك البرنامج حتى 1976 كنائب للمدير الفني.
قاد فريد هايس أحد الطاقمين اللذان قاما بتجارب الطيران والهبوط لمكوك الفضاء. ثم طار هايس وزميله جوردن فولرتون  في 18 يونيو و 26 يوليو 1977 اثنين من طلعات الاختبار الثلاث التي اجريت على مكوك الفضاء إنتربرايس حيث كانت مثبتة على ظهر طائرة بوينغ 747.
خلال خمسة طلعات تجريبية أخرى تم فصل مكوك الفضاء إنتربرايس من طائرة البوينغ أثناء الطيران، وهبطت خلال دقائق قليلة بطريقة الطيران الشراعي. وقام هايس وزميله فولرتون بثلاثة تجارب من تلك الخمس في 12 أغسطس و 23 سبتمبر و 26 أكتوبر عام 1977 بنجاح.

## اقرأ أيضاً
- نيل أرمسترونج
- بز ألدرن
- مايكل كولينز
- جون يونغ
- ألان بين
- ريشارد جوردن
- ديفيد سكوت
- ألفريد وردن
- جيمس إروين
- فاروق الباز
- أبولو 11
- أبولو 10
- أبولو 8
- أبولو 17

## وصلات خارجية
- فريد هايس على موقع IMDb (الإنجليزية)
- فريد هايس على موقع الموسوعة البريطانية (الإنجليزية)
- فريد هايس على موقع إن إن دي بي (الإنجليزية)
- فريد هايس على موقع قاعدة بيانات الفيلم (الإنجليزية)

- Spacefacts biography of Fred Haise
- Fred Haise Biography